# Mihai Sârbulescu
Mihai Sârbulescu (* 23. Februar 1957 in Bukarest) ist ein rumänischer Maler. Er lebt in Bukarest.

## Leben
Sârbulescu studierte Malerei an der Kunstakademie Bukarest (Academia de Arte Bucuresti). Das Studium schloss er 1981 ab. 1982 wurde er Mitglied der Vereinigung Bildender Künstler Rumäniens. Er war 1985 gemeinsam mit Paul Gherasim, Constantin Flondor, Cristian Paraschiv und Horea Paștina Mitbegründer der Künstlergruppe „Prolog“. Seit 2004 lehrt er an der Universitatea Nationala de Arte Bucuresti. Sârbulescu zählt zu den bekanntesten zeitgenössischen Malern Rumäniens. Er gehört zu den Vertretern der zeitgenössischen Malerei Rumäniens am Ende des XX. Jahrhunderts.

### Ausstellungen
Seit 1982 hatte Mihai Sârbulescu Einzelausstellungen und Ausstellungsbeteiligungen von Bukarest bis New York, u. a. Arte Fiera Bologna, Galerie KK Essen (erste Einzelausstellung in Deutschland 1999), „East-West“ New York, Rumänisches Kulturinstitut Berlin, Museum Brukenthal Sibiu (Hermannstadt), Museum für Kunst Brasov (Muzeul de Artă Brașov) (Kronstadt), „Pro Logos“ Venedig und Galeria Cervino Augsburg. Beim Ludwig Forum in Aachen leitete er 1995 einen Kurs für Malerei.
2004 stellte er mit der Künstlergruppe „Prolog“ im Muzeul de Arta in Arad aus. 2005 wurden Bilder von ihm und der Künstlergruppe „Prolog“ im Muzeul Țăranului Român in Bukarest präsentiert. 2006 fand, über 20 Jahre nach Entstehen der Künstlergruppe „Prolog“, eine Jubiläumsausstellung im Nationalmuseum (Muzeul National al Unirii) in Alba Iulia statt. Im Rahmen der Gruppenausstellung „Im Licht“, die Werke zeitgenössischer rumänischer Künstler präsentierte, wurden seine Arbeiten bei den Rumänischen Kulturtagen in Deutschland Pro Europa in Berlin und 2009 bei der Deutschen Welle in Bonn gezeigt. Im Dezember 2008/Januar 2009 wurden seine Bilder im Rahmen einer Gruppenausstellung im Muzeul Unirii in Iași präsentiert. Im März/April 2010 stellte er im Rahmen der Ausstellung Secretele Maeștrilor gemeinsam mit Marin Gherasim, Viorel Mărginean, Horea Paștina und Ion Stendl in Bukarest aus. Die rumänische Tageszeitung Cotidianul bezeichnete die Künstler anlässlich der Ausstellungseröffnung als „Cinci artiști din primul eșalon al artei românești contemporane“.
Im Rahmen einer Dauerausstellung sind Werke von ihm im Muzeul Etnografic, Olimpic și de Artă Contemporană Nicolae Frunteș in Brașov zu sehen.

## Bibliografie
- Peintre a Bethonvilliers. Prologue et ses invites, Bethonvilliers, 2007
- Mihai Sârbulescu. Prologos. Catalog de expozitie, Oliv Mircea (editor), Bucuresti, Venetia, 2005
- Pictura pe Valea Frumoasei. Catalog de expozitie, Oliv Mircea (curator), Alba Iulia, 2006
- Mihai Sarbulescu. Prologos, Catalog de expozitie, Oliv Mircea (curator), Himmel und Erde, Galleria Cervino, 2006.
- Tescani. 30 de ani de pictura. Catalog de expozitie, Galeria Veroniki Art, Bucuresti, 2006
- Mihai Sârbulescu, Ateliere de artisti din Bucuresti,p. Text Sorin Dumitrescu, Editura Noimediaprint
- Mihai Sârbulescu, Ateliere de artisti din Bucuresti,p. Text Ion Grigorescu, Editura Noimediaprint